# Nagy Diófa utca
Nagy Diófa utca (en allemand : Grosse Nussbaumgass) est une rue située à Erzsébetváros (7e arrondissement de Budapest), entre Rákóczi út et Klauzál tér.